# Pseudonesticus wumengensis
Espèce
Pseudonesticus wumengensis est une espèce d'araignées aranéomorphes de la famille des Nesticidae.

## Distribution
Cette espèce est endémique du Guizhou en Chine,. Elle se rencontre dans le xian de Hezhang dans la grotte Tanjiayan sur les monts Wumeng.

## Description
La femelle holotype mesure 2,13 mm.

## Étymologie
Son nom d'espèce, composé de wumeng et du suffixe latin -ensis, « qui vit dans, qui habite », lui a été donné en référence au lieu de sa découverte, les monts Wumeng.

## Publication originale
- Lin, Ballarin & Li, 2016 : A survey of the spider family Nesticidae (Arachnida, Araneae) in Asia and Madagascar, with the description of forty-three new species. ZooKeys, no 627, p. 1-168.